# Tim Haars
 (octobre 2018).
Si vous disposez d'ouvrages ou d'articles de référence ou si vous connaissez des sites web de qualité traitant du thème abordé ici, merci de compléter l'article en donnant les références utiles à sa vérifiabilité et en les liant à la section « Notes et références ».
Pour les articles homonymes, voir Haars.
Tim Haars, né le 6 novembre 1981 à Bois-le-Duc, est un acteur et animateur de télévision néerlandais.

## Carrière
Il est le frère cadet du réalisateur et acteur Steffen Haars.

## Filmographie
- 2010 : New Kids Turbo de Steffen Haars et Flip van der Kuil : Gerrie van Haven[3]
- 2011 : New Kids Nitro de Steffen Haars et Flip van der Kuil : Gerrie van Haven[4]
- 2013 : Bros Before Hos de Steffen Haars et Flip van der Kuil : Max[5]
- 2016 : Family Weekend de Pieter van Rijn : Benjamin[6]
- 2016 : Route du Soleil de Karsten de Vreugd[7]
- 2017 : Ron Goossens, Low Budget Stuntman de Steffen Haars et Flip van der Kuil : Ron Goossens[8]

## Série
- 2023 : Le Mauvais Camp : la série: Remco Engels

## Animation
- 2005-2006 : 6pack (nl) : Animateur
- 2007 : Nachtzender NOX  : Animateur
- 2008 : Nickelodeon : Animateur
- 2010 : Dier vermist  : Animateur
- 2011 : Proefles : Animateur
- 2012 : Lauren en Tim zijn de BOB : Animateur
- 2012 : Rare jongens : Animateur
- 2012 : Veronica goes Couchsurfing : Animateur
- 2013 : Veronica's nachtwacht  : Animateur
- 2014 : Groeten van MAX (nl): Animateur